# North Branch Correctional Institution
North Branch Correctional Institution (NBCI) is een high-tech maximaal beveiligde gevangenis in het beheer van de Maryland Department of Public Safety and Correctional Services in een unincorporated gedeelte van Allegany County in de buurt van Cumberland. In de gevangenis bevinden zich de meest zware criminelen in de staat Maryland. De NBCI opende in januari 2003 en de laatste huisvestingseenheid kwam in gebruik in de zomer van 2008. De gevangenis wordt gezien als een van de meest beveiligde gevangenissen in de Verenigde Staten.
In de gevangenis bevinden zich ook mannelijke gedetineerden die in een dodencel zitten.
De gevangenis was onderwerp van een aflevering van National Geographic's MegaStructures en Big, Bigger, Biggest.